# Umberto Tomba
Umberto Tomba (Lonigo, 21 aprile 1901 – 3 aprile 1971) è stato un politico italiano, esponente della Democrazia Cristiana eletto nella I legislatura della Repubblica Italiana.